# Kfz-Kennzeichen (Tansania)

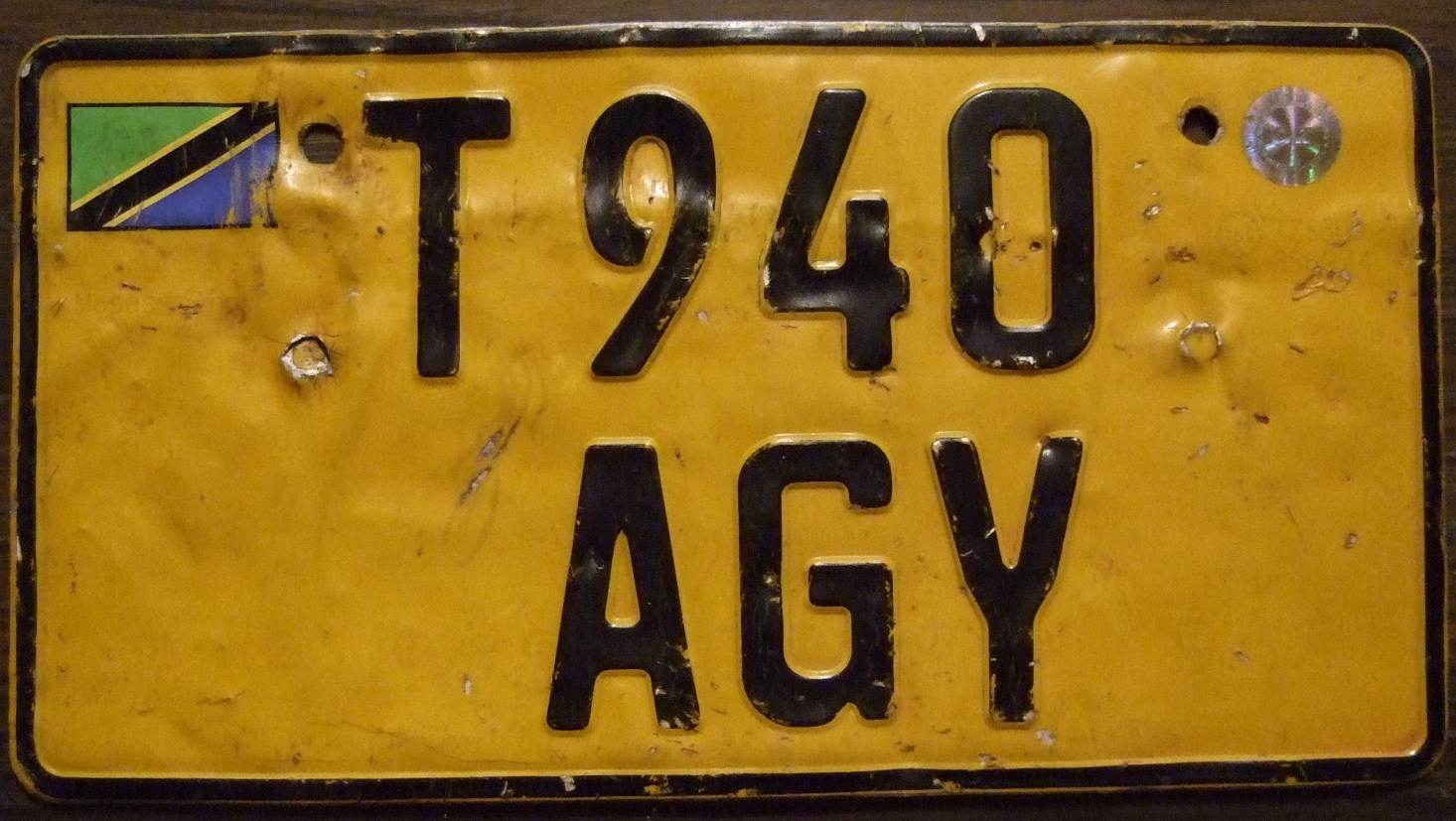
Kfz-Kennzeichen aus Tanganjika

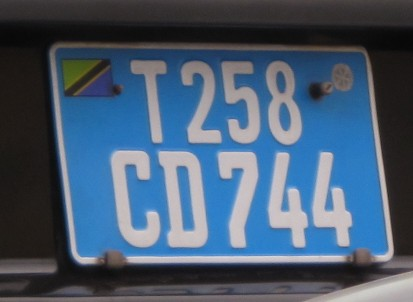
Diplomatenkennzeichen

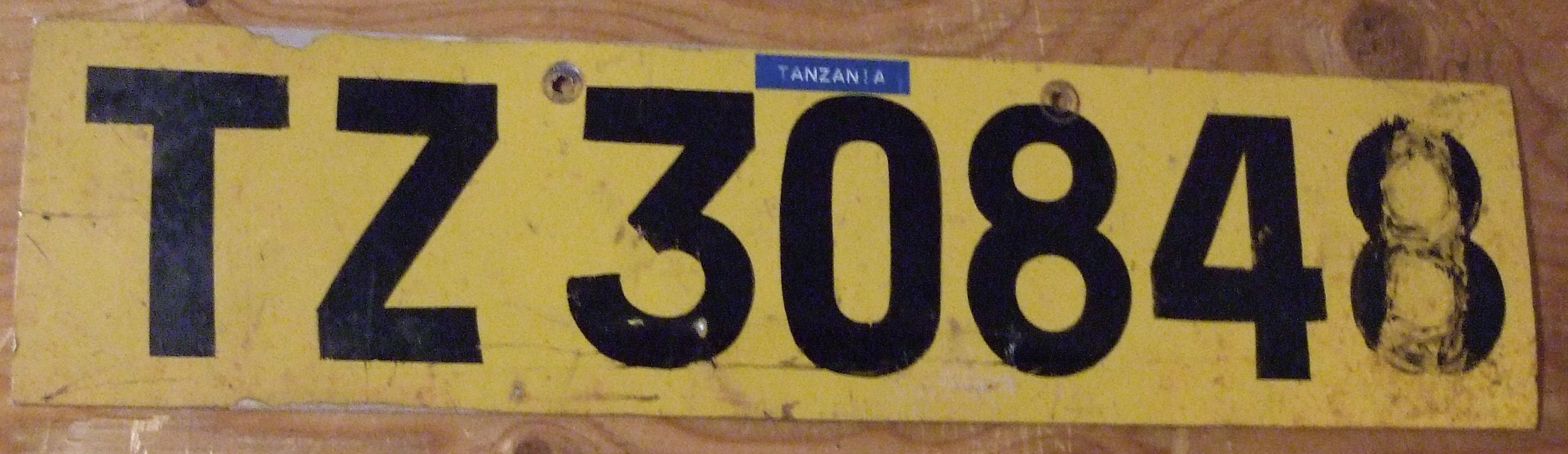
Älteres Kennzeichen aus Tanganjika

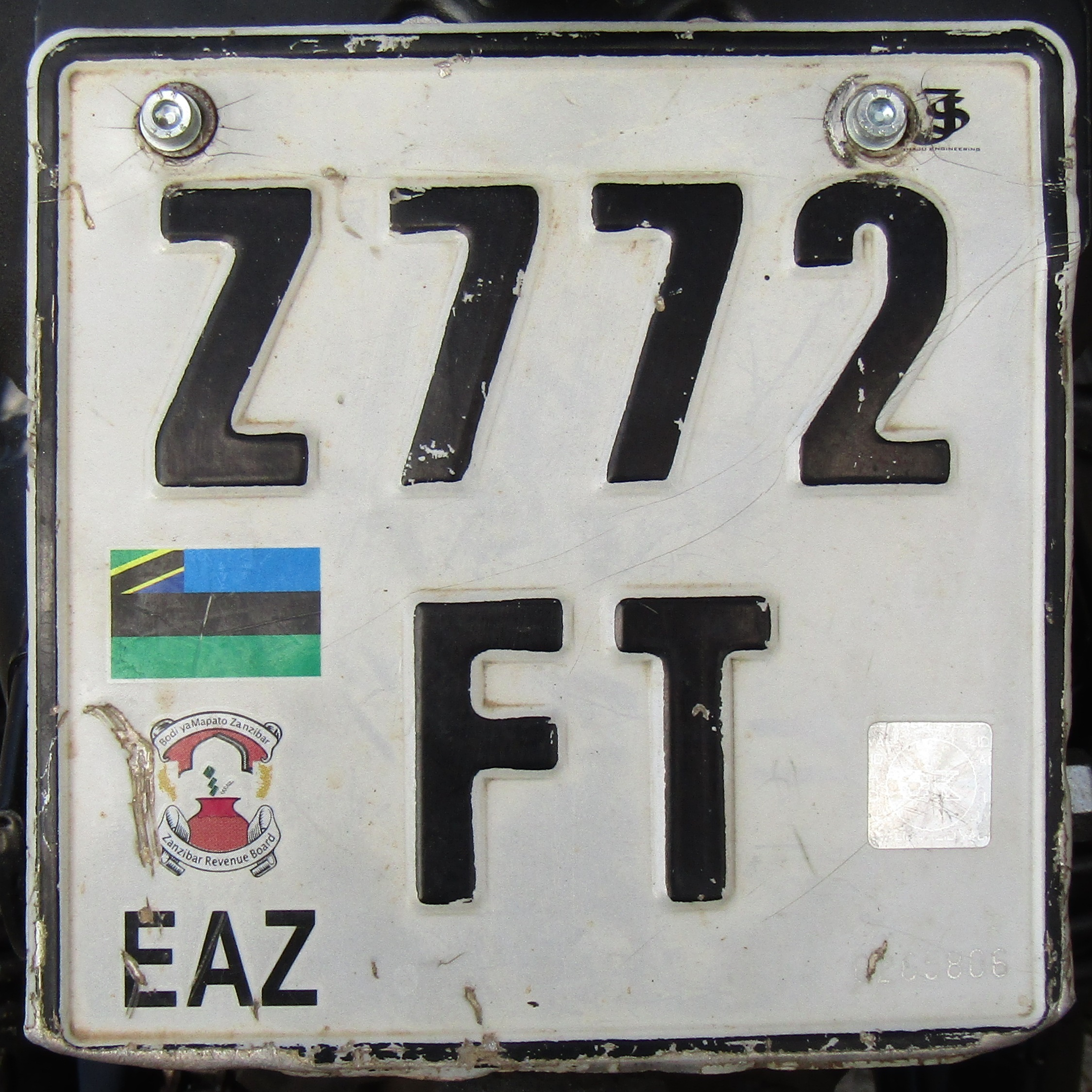
Kennzeichen aus Sansibar (Motorrad)

Tansanische Kfz-Kennzeichen verwenden wie einige andere afrikanische Länder auch eine Variante der deutschen FE-Schrift. Die Kennzeichen der beiden Teilstaaten Tanganjika und Sansibar unterscheiden sich dabei in einigen Punkten.

## Tanganjika
Der Hintergrund ist bei Privatfahrzeugen gelb und im Falle kommerziell genutzter Fahrzeug weiß. Fahrzeuge zum öffentlichen Personentransport erhalten rote Schilder, Fahrzeugen der Vereinten Nationen blaue, bei Diplomatenkennzeichen ist der Hintergrund grün und bei Militärkennzeichen schwarz. Am linken Rand zeigen sie die Flagge Tansanias. Seit dem Jahr 2000 beginnen mit Ausnahme der Militärkennzeichen alle Schilder mit dem Buchstaben T gefolgt von drei Ziffern und drei Buchstaben, wobei sequenziell hochgezählt wird. Über der Flagge bzw. bei zweizeiligen Schildern auf der rechten Seite befindet sich zudem ein Hologramm-Siegel. Diplomatenkennzeichen zeigen nach dem obligatorischen T drei Ziffern, die Buchstaben CD und nochmals drei Ziffern. Der erste Ziffernblock codiert dabei das Herkunftsland. Kennzeichen der Streitkräfte besitzen schwarze Schilder mit weißer Aufschrift. 
Frühe Kfz-Kennzeichen in Tanganjika wiesen nach britischem Vorbild weiße Schrift auf schwarzem Grund auf. Später wurden diese durch gelbe Schilder mit zwei Buchstaben und einer Ziffernkombination abgelöst. In den 1980er Jahren wurde die Kombination auf Txx 1234 erweitert. Privatfahrzeuge trugen gelbe Schilder, für Busse, Taxis und Mietwagen wurden weiße Kennzeichen ausgegeben. In den 1990ern wurde die Reihenfolge der Lettern getauscht, sodass der Ziffernblock nunmehr vor den Buchstaben stand.

## Sansibar
Die Kennzeichen auf Sansibar und Pemba weisen einen ähnlichen Aufbau auf. Auf den Schildern erscheint allerdings neben der Flagge Sansibars auch das Wappen und die verkleinerten Buchstaben EAZ für East Africa Zanzibar. Die Kombination beginnt mit einem Z, es folgen drei Ziffern und zwei Buchstaben. Im Gegensatz zu Tanganjika erhalten Privatfahrzeuge auf Sansibar weiße Schilder und kommerziell genutzte Fahrzeuge gelbe. Regierungsfahrzeuge tragen die Buchstaben SMZ für Swahili Serikali ya Mapinduzi ya Zanzibar (Revolutionäre Regierung Sansibars). Daneben existieren diverse Sonderkennzeichen für weitere Verwaltungsorgane.
Vormals wurden in Sansibar schwarze, später dann weiße Kennzeichen nach dem Muster ZNZ 1234 verwendet.